# Златин дол
Златин дол е защитена местност в България. Намира се в землището на село Семчиново, област Пазарджик.
Защитената местност е с площ 8,3 ha. Обявена е на 3 април 2013 г. с цел опазване на характерен ландшафт.
В защитената местност се забраняват:
- извеждането на сечи, освен на санитарни и ландшафтни, с оглед за подобряване санитарното и ландшафтно състояние на обектите.
- пашата на домашния добитък през всяко време.
- откриване на кариери, къртене на камъни, вадене на пясък, изхвърляне на сгурия и други промишлени отпадъци, както и всякакви други действия, чрез които се нарушава или загрозява природната обстановка в тях.[1]